# Magister Leoninus
Leoninus, též Magister Leoninus či Léonin (kolem 1150 – kolem 1210) byl francouzský skladatel, který stál u zrodu tzv. Notredamské školy, která byla základem pro období rozkvětu středověké hudby Ars antiqua. Byl kanovníkem katedrály Notre Dame v Paříži. Propracoval skladebnou techniku organum[zdroj?], čímž významně přispěl k rozvoji vícehlasu. Je autorem první verze sbírky Magnus liber organi, která reprezentuje počátek moderního výkladu hudební kompozice a podstatný rozvoj hudebního zápisu.